# Draagbare mediaspeler

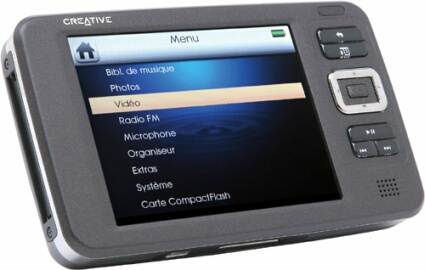
Een draagbare mediaspeler.

Een draagbare mediaspeler, ook wel PMP genoemd, is een draagbare harde schijf of flashgeheugen met de mogelijkheid de computergegevens van het geheugen af te spelen.

## Typen
Er bestaan verschillende soorten draagbare mediaspelers. Sommigen hebben een ingebouwd lcd- of oled-scherm waarmee video's en foto's die op de mediaspeler staan afgespeeld kunnen worden. Anderen hebben geen scherm en kunnen alleen muziekbestanden afspelen. Nieuwere mediaspelers hebben een geheugenkaartlezer, waardoor foto's van een digitale camera gekopieerd kunnen worden naar de harde schijf en bekeken kunnen worden.
Draagbare dvd-spelers kunnen ook tot de draagbare mediaspelers gerekend worden.

## Nadelen
Enkele nadelen aan een draagbare mediaspeler zijn de vaak hoge prijs en de lage batterijcapaciteit. De spelers worden echter gezien als een apparaat voor in de toekomst en zijn daarom nog volop in ontwikkeling.